# Dicrania flavipennis
Dicrania flavipennis är en skalbaggsart som beskrevs av Ernst Gustav Kraatz 1896. Dicrania flavipennis ingår i släktet Dicrania och familjen Melolonthidae. Inga underarter finns listade i Catalogue of Life.